# Скотт Гомес
Скотт Карлос Гомес (англ. Scott Carlos Gomez; 23 грудня 1979, м. Анкоридж, США) — американський хокеїст, центральний нападник.
Виступав за «Три-Сіті Амерікенс» (ЗХЛ), «Нью-Джерсі Девілс», «Нью-Йорк Рейнджерс», «Монреаль Канадієнс», «Сан-Хосе Шаркс», «Флорида Пантерс», «Сент-Луїс Блюз», «Оттава Сенаторс».
В чемпіонатах НХЛ — 1079 матчів (191+575), у турнірах Кубка Стенлі — 149 матчів (29+72).
У складі національної збірної США учасник зимових Олімпійських ігор 2006, учасник чемпіонату світу 2004. У складі молодіжної збірної США учасник чемпіонатів світу 1998 і 1999.
Досягнення
- Бронзовий призер чемпіонату світу (2004)
- Володар Кубка Стенлі (2000, 2003)
- Володар Кубка Вікторії (2008)
- Володар Пам'ятного трофея Колдера (2000)
- Учасник матчу усіх зірок НХЛ (2000, 2008).